# Теобальд Сміт

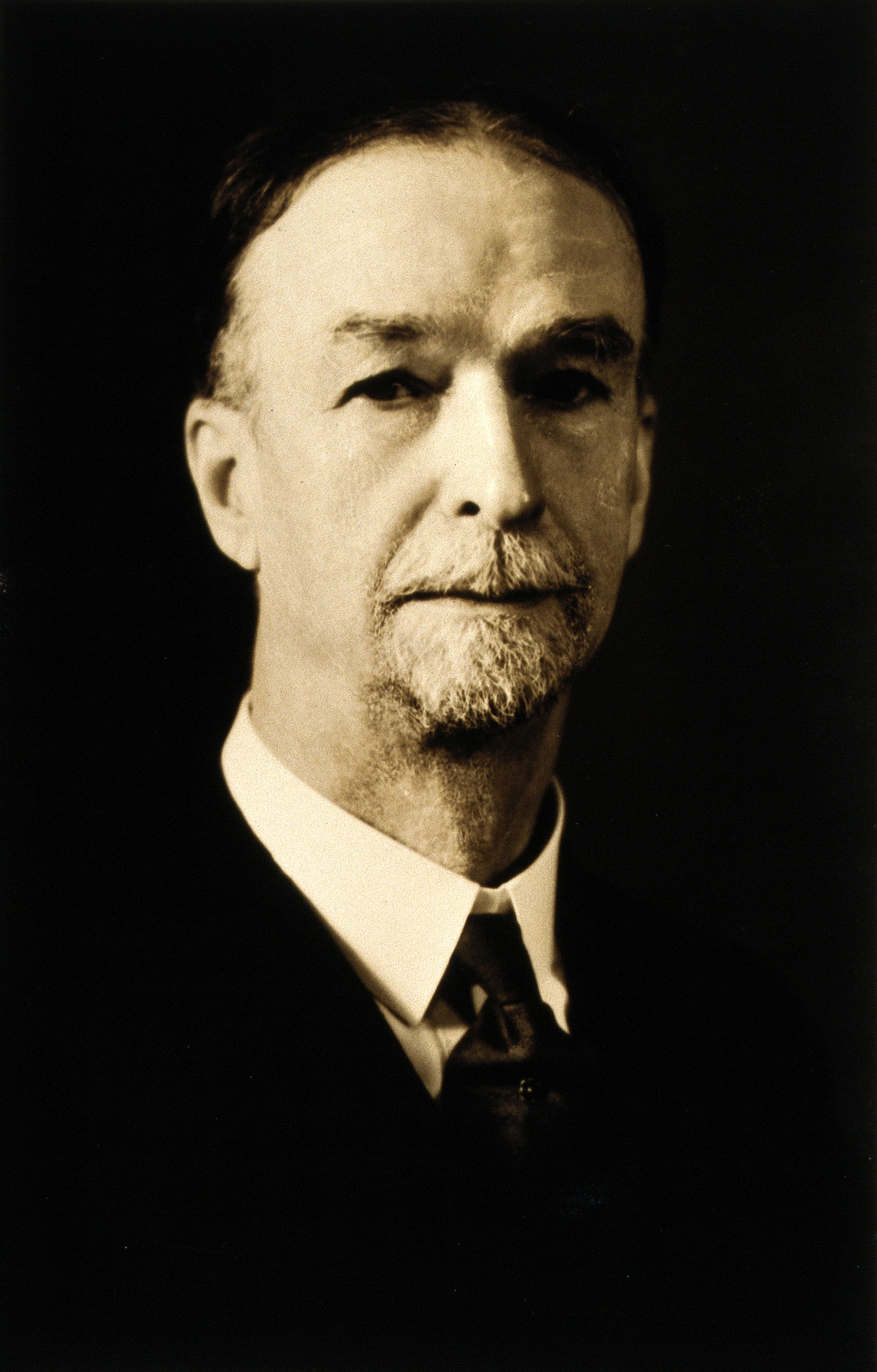
Фотографія Теобальда Сміта у 1910-ті роки

Теобальд Сміт (англ. Theobald Smith; 31 липня 1859, Олбані, США — 10 грудня 1934, Нью-Йорк) — американський науковець, лікар, епідеміолог, патолог і ветеринар. Його вважають першим всесвітньо відомим американським науковцем медичного спрямування. Він був першим американським науковцем, який не їздив навчатися мікробіологічним методам до Європи, ставши геніальним самоуком.

## Біографія
Народився у сім'ї німецьких емігрантів, які в мали невелику крав майстерню в Олбані. У віці 18 років Теобальд заробив безкоштовне навчання у Корнельському університеті. Закінчив університет він у 1881 році, отримавши ступінь бакалавра філософії. Після цього він отримав лікарський ступінь у медичному коледжі Олбані в 1883 році. Розуміючи те, що 2 роки навчання у цьому коледжі не дали йому змоги підготуватися та отримати підготував його до медичної практики, Сміт повернувся до Корнельського університету для навчанні в аспірантурі. Керівником Сміта став професор Саймон Гейдж, який допоміг йому отримати першу роботу в новоствореному Бюро тваринної промисловості у Вашингтоні, федеральний округ Колумбія. Сміт також створив кафедру бактеріології в Колумбійському університеті, де викладав з 1886 по 1895 рік. Це була перша кафедра бактеріології у вищій медичній школі в Сполучених Штатах.
Коли Сміт приїхав до Вашингтона, він знав дуже мало про бактеріологічні методи. Він не мав коштів поїхати до Європи, щоб вчитися у таких людей, як Луї Пастер, Роберт Кох чи Рудольф Вірхов. Але він знав досконально німецьку мову, міг легко читати французькою, що дало йому змогу вивчити праці цих науковців і навчити себе бактеріологічним методам. Протягом року після його прибуття до Вашингтона Сміт опанував методи Коха. У цей час він також почав свою роботу над туберкульозом. Пізніше Сміт успішно оскаржив концепцію Коха, що туберкульоз людини і великої рогатої худоби були спричинені одним і тим же мікроорганізмом.
Протягом перших 2-х років роботи у Бюро тваринної промисловості Сміт відкрив новий вид бактерій, яких він вважав причиною чуми свиней. Пізніше було показано, що холера свиней була насправді вірусною інфекцією. А знайдений вид бактерій належав до нового роду. Незважаючи на те, що цей рід бактерій був виявлений Смітом, керівник Сміта, американський ветеринар Данієль Елмер Сальмон заявив, що саме він був ініціатором досліджень, і тому рід Salmonella назвали на його честь. У 1886 році Сміт співпрацюючи з Сальмоном, представив перший доказ того, що убиті бактерії можуть бути використані для індукції активного імунітету у експериментальних тварин. Таким чином були створені підґрунтя для подальшого розвитку захисної імунізації при бактеріальних кишкових захворюваннях людини, таких як черевний тиф і холера. Сміт став першим мікробіологом, що використав ферментацію під дією бактерій для вивчення бактеріального метаболізму і створення класифікації бактерій, особливо для диференціації аеробів, факультативних (необов'язкових) анаеробів або справжніх анаеробів.
Через певний час від початку його роботи у Бюро тваринної промисловості Сміт велику увагу приділив техаській хворобі великої рогатої худоби, яка стала на той час серйозною економічною проблемою на півдні США, адже у деяких стадах нею було заражено до 90 % тварин. Сміт прислухався до повідомлень простих скотарів і ковбоїв, які вважали, що переносником хвороби є кліщі. Хоча в подальшому приписували головну роль у вивченні епідеміологічних особливостей цієї хвороби саме Сміту, але він цього ніколи не підтверджував і всюди пояснював, що зробив це разом з іншими ветеринарами, зокрема, Фредом Кілбурном та Купером Куртісом.
У 1889 році Сміт описав маленькі тільця в еритроцитах інфікованих особин великої рогатої худоби;. У 1891 році він визнав їх найпростішими, яких він врешті-решт назвав Piroplasma bigeminum (тепер їх називають Babesia bigemina). Після цього відкриття, Сміт і Кілбурн провели експерименти, в яких вони розмістили представників південних стад великої рогатої худоби в загонах з особинами північних стад великої рогатої худоби. У деяких загонах кліщів залишили на шкірі інфікованих тварин; в інших загонах кліщі були видалені. Дослідники також тримали велику рогату худобу в загонах, де заражені кліщі були залишені на ґрунті та підстілці. в результаті незаражені тварини заразилися. Ці експерименти по передачі інфекції встановили поза питанням роль кліщів роду Boophilus як носіїв цього захворювання. У цих експериментах було також показано, що збудники можуть бути передані в популяції кліщів від дорослих особин до німф, що стало новиною і незвичайним явищем паразитизму. Це дослідження провів Куртіс. Відкриття Сміта з колегами факту передачі інфекційних хвороб комахами можуть передавати захворювання явило собою один з основних кроків вперед, які змінили весь хід медичної науки і охорони здоров'я, та зумовили відповідний пошук у цьому напрямку при трансмісивних хворобах (трипаносомози, малярія, жовта гарячка, епідемічний висипний тиф, поворотний тиф тощо).
У 1895 році Сміт повідомив, що хворобу «Чорну голову» (англ. blackhead), яка винищувала індичок, спричинювали найпростіші, яким він дав назву Amoeba meleagridis (нині Histomonas meleagridis). Пізніше Сміт розв'язав загадку передачі інфекції, виявивши, що яйця з ембріонами нематоди Heterakis papillosa (нині Heterakis gallinae) можуть переносити амеб. Цей спосіб передачі найпростіших залишається унікальним в анналах паразитології.
У 1895 році Сміт переїхав до Кембриджу, штат Массачусетс, де його призначили професором порівняльної патології при Гарвардському університеті та, одночасно, директором лабораторії антитоксинів та вакцин цього штату. Як директор цієї лабораторії, Сміт провів багато практичних і теоретичних досліджень з виробництва антитоксинів правця і дифтерії. Він був одним з перших дослідників, які продемонстрували, що убиті культури патогенних мікроорганізмів здатні при їх введені до організму тварин і людей спричинити розвиток штучного імунітету проти токсинів хвороби. він також показав, що суміш дифтерійного токсину і антитоксину також спричинює появу імунітету. Під головуванням Сміта, виробництво дифтерійного антитоксину (тобто потидифтерійної сироватки) збільшилася з 1700 до 33 000 доз протягом 4-х років. Летальність від дифтерії завдяки цьому знизилась з 25 % до 11 % протягом першого року. Сміт підрахував, що протягом перших 7 років виробництва антитоксину в державній лабораторії, 10000 життів було врятовано при його використанні.

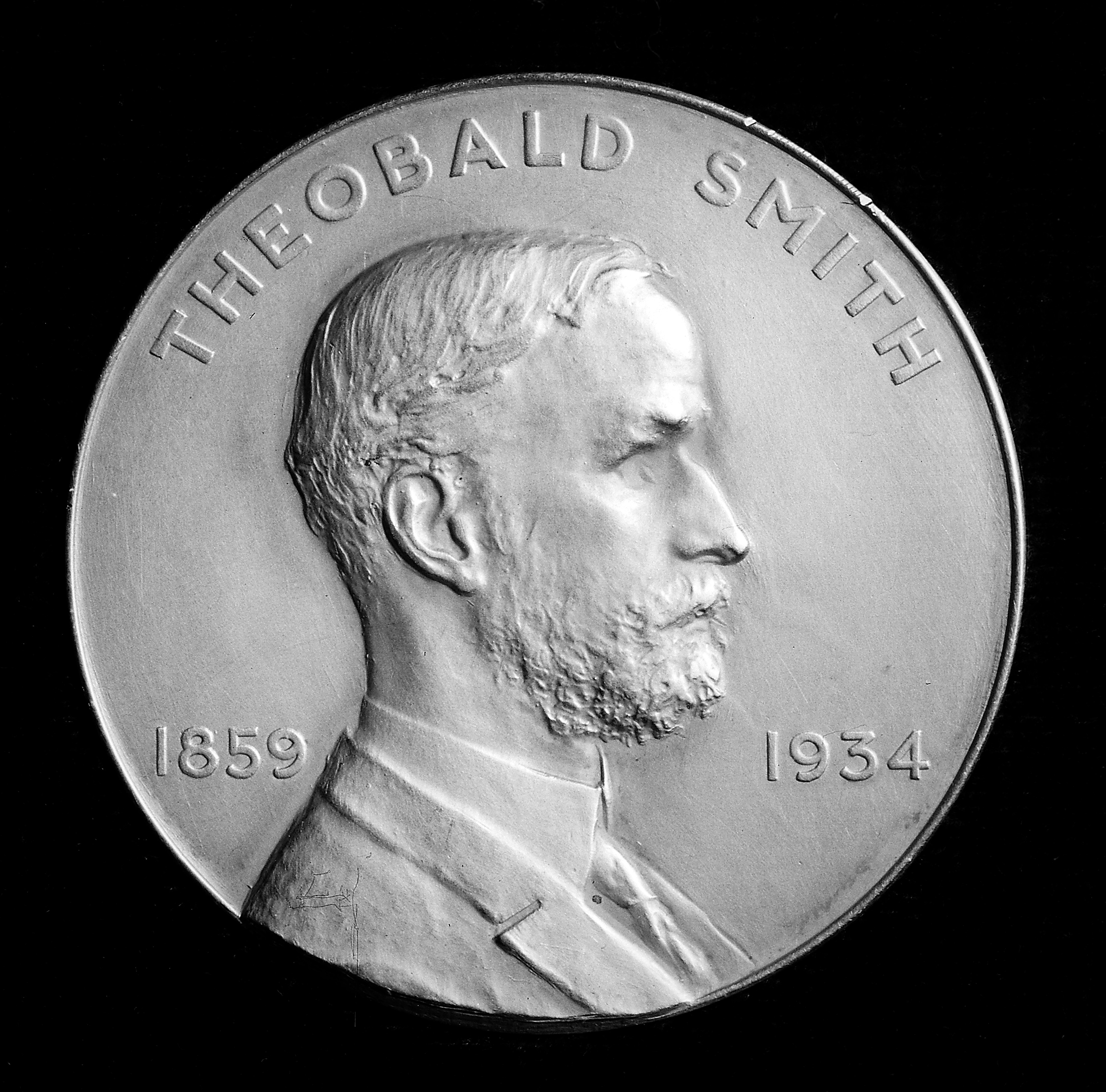
Золота медаль імені Теобальда Сміта

З 1916 року Сміт почав працювати у Принстонській лабораторії Рокфеллерського університету, де він працював на посаді директора департаменту патології тварин до офіційного виходу на пенсію в 1929 році. Після цього до самої смерті він залишався в активній роботі як почесний член Рокфеллерівського університету.
Сміт був у шлюбі та мав в ньому сина та двох дочок. 
Помер Теобальд Сміт 10 грудня 1934 року в Нью-Йоркському госпіталі, де він знаходився на лікуванні з приводу раку кишечника. Безпосередньою причиною смерті був серцевий напад, який розвинувся під час проведення передопераційної анестезії. Сміта поховали в Принстоні. 

## Наукові здобутки
Сміт є автором 305 наукових публікацій, протоколів та урядових звітів, як правило, як єдиний автор. Остання з публікацій Сміта відтворила його наукове кредо, це була робота. присвячена паразитизму і паразитарним хворобам, де він навів велику кількість одержаних ним індивідуальних результатів. Сміт отримав 11 почесних ступенів від провідних університетів світу, зокрема, Гарвардського, Гіссенського, Єльського, Принстонського, Вашингтонського, Пенсильванського, Чиказького університетів, університету Бреслау та Угорської Королівської ветеринарної академії. 
Він отримав також 11 почесних наукових медалей. Серед них була золота медаль Коплі Лондонського королівського товариства 1933 року, яку на той час вважали однією з найвищих наукових нагород в світі.  Сміт отримав її у 1933 році за свої наукові праці стосовно паразитозів — «За його оригінальні дослідження і спостереження щодо хвороб тварин і людини». Також його нагородили медаллю Менсона в 1932 році за видатні дослідження у галузях тропічної медицини та гігієни, які такими визначає Рада британського Королівського товариства тропічної медицини та гігієни. Він надав основні свої результати з цієї проблеми у декількох лекціях (англ. Vanuxum Lectures for 1934 on Parasitism and Disease). Також він, зокрема, ще отримав медалі Мері Кінгслі, Кобера, Флаттері, Трюдо, Герхарда. 
Сміт був членом багатьох медичних асоціацій, зокрема, у 1932 році він став іноземним членом Лондонського королівського товариства,
був президентом Американської асоціації патологів і бактеріологів (англ. American Associated of Pathologists and Bacteriologists), Американського товариства тропічної медицини (англ. American Society of Tropical Medicine), Конгресу американських інтерністів і хірургів (англ. Congress of American Physicians and Surgeons), Міжнародного товариства боротьби з туберкульозом (англ. International Society Against Tuberculosis). Він був членом ще багатьох американських лікарських асоціацій і товариств, а також таких у Шотландії, Італії, Франції, Данії та Швеції. 
Серед багатьох фундаментальних внесків Сміта в галузі імунології, найважливішим виявилось те, що він відзначив факт розвитку у тварин гіперчутливості до бактерій та їх антигенів при повторних ін'єкціях. Те, що тепер називають анафілаксією, було ще тоді відомо як «феномен Теобальда Сміта».
Його іменем назвали наукову нагороду Вашингтонського університету в галузі тропічних хвороб, яку вручають з 1936 року — медаль Теобальда Сміта.